# Gabriel Quadri

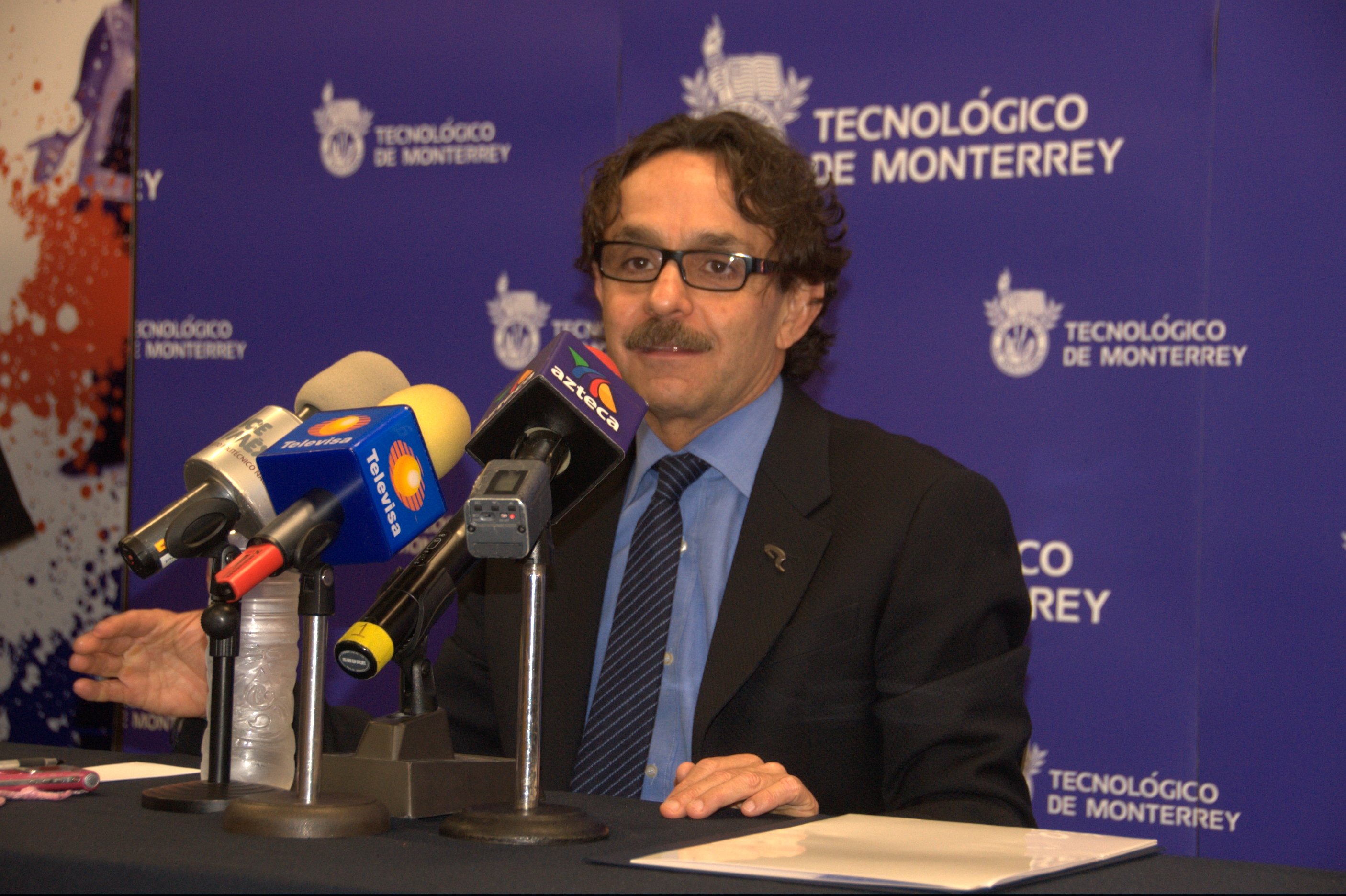
Gabriel Quadri

Gabriel Quadri de la Torre (Mexico-Stad, 4 augustus 1954) is een Mexicaans politicus van de Nieuwe Alliantie (PANAL).
Quadri is afkomstig uit Mexico-Stad. Hij studeerde civiele techniek aan de Ibero-Amerikaanse Universiteit en vervolgens economie aan de Universiteit van Texas in Austin, waar hij ook promoveerde. Hij bekleedde verschillende functies met betrekking tot milieubeheer, waaronder adviseur voor het Nationaal Ecologie-instituut, en won in 2010 de Walter Reuter-prijs voor zijn publicaties over milieubeheer en klimaatsverandering.
Quadri werd in december 2011 door de PANAL naar voren geschoven als presidentskandidaat voor de presidentsverkiezingen van 2012 nadat deze partij haar alliantie met de Institutioneel Revolutionaire Partij (PRI) had afgeblazen. Quadri presenteert zich als een kandidaat die buiten het establishment van de drie grote partijen staan, en heeft onder andere voorstellen gedaan voor het voeren van een debat over de legalisering van drugs, het landelijk invoeren van het homohuwelijk, het aantrekken van buitenlandse investeringen in de oliesector en het versterken van de milieuwetgeving. Daar Quadri's PANAL is verbonden aan de leidster van de Nationale Vakbond voor Arbeiders in het Onderwijs Elba Esther Gordillo en de partij de gewoonte heeft vooral deel te nemen aan verkiezingen om posities voor Gordillo's getrouwen af te dwingen wordt Quadri's kandidatuur in Mexico niet echt serieus genomen. Quadri heeft echter verklaard dat hij de 'enige onafhankelijke kandidaat' is en van niemand bevelen opvolgt, zelfs niet van Gordillo. Volgens de peilingen kan hij op hoogstens 1% van de stemmen rekenen.